# ロマン・アブラン
ロマン・アブラン（フランス語: Romain Habran、1994年6月14日 - ）は フランスのサッカー選手。ポジションはMF。

## クラブキャリア
2014年にパリ・サンジェルマンからFCソショー へレンタル移籍。 その後、 リーグ・ドゥ 2014/15シーズンの USオルレアン・ロワレ戦でプロデビュー。
一年後、今度はリーグ・ドゥ、 スタッド・ラヴァルへレンタルされる。そしてリーグ26試合で出場。